# Henckelia urticifolia
Henckelia urticifolia là một loài thực vật có hoa trong họ Tai voi (Gesneriaceae). Loài này được Buch.-Ham. ex D.Don mô tả khoa học đầu tiên năm 1825 dưới danh pháp Chirita urticifolia, và nó là loài điển hình của cả chi Chirita lẫn tổ Chirita sect. Chirita.